# As 't nedich is
As 't nedich is (Fries voor Als het nodig is) is een oorlogs- en verzetsmonument in Ferwerd. Het monument dient ter nagedachtenis aan het Nederlands verzet in de Tweede Wereldoorlog.

## Achtergrond
Ferwerd wilde graag een oorlogsmonument dat uitdrukking gaf aan het verzet van de bevolking in de oorlogsjaren. De Utrechtse beeldhouwer Jan van Luijn maakte een beeld van "een krachtige mannenfiguur, die het karakter van deze streek draagt. Enerzijds, enigszins teruggehouden, heeft de figuur een schop in de hand, anderzijds, meer in het centrum van de aandacht wordt een geweer omklemd met de vastberaden houding van een mens, die, indien hij gedwongen wordt, niet aarzelt er zijn vrijheid mee te verdedigen." Van Luijn maakte ook verzetsmonumenten voor Appelscha en Wolvega.
Het monument werd op 4 mei 1956 onthuld.

## Beschrijving
Het beeld van Franse kalksteen toont een half geknielde man, met een schep in linkerhand en een geweer in zijn rechterhand. In de voet van het beeld staat As 't nedich is (Als het nodig is). Het staat op een gemetselde bakstenen zuil, waarin een plaquette is geplaatst met de namen van achttien oorlogsslachtoffers uit de gemeente.